# La famiglia Robinson (film)
La famiglia Robinson (The Swiss Family Robinson) è un mediometraggio d'animazione televisivo del 1973 diretto da Leif Gram. Basato sul romanzo del 1812 Il Robinson svizzero di Johann David Wyss, il film fu prodotto dallo studio d'animazione australiano Air Programs International per il ciclo Famous Classic Tales della CBS, dove fu trasmesso il 28 ottobre 1973.

## Trama
La famiglia svizzera dei Robinson è in viaggio su una nave, ma questa si imbatte in una tempesta. L'equipaggio della nave evacua senza di loro, quindi Hans, Marta e i loro quattro figli Fritz, Ernest, Jack e Franz vengono lasciati soli. La nave sopravvive alla notte e la famiglia si ritrova naufraga su un'isola deserta tropicale. I Robinson non si perdono d'animo e decidono di fare ognuno la propria parte per sopravvivere sull'isola. Nel corso dei giorni seguenti recuperano dalla nave cibo, armi e altri oggetti che potrebbero servire, oltre a due cani. Successivamente usano dell'esplosivo per liberare dalla stiva il bestiame. La famiglia quindi si mette a esplorare l'isola per cercare il posto migliore in cui costruire una casa, decidendo infine di realizzarla in cima a un albero. Hans e i figli in seguito arano un campo per coltivare il grano e si esercitano nel tiro con l'arco per imparare a cacciare; inoltre i ragazzi continuano i loro studi con i libri recuperati dalla nave.
Una notte, dopo una lite, Jack scappa di casa e il padre si ritrova a doverlo salvare da una pantera nera. Il giorno dopo lo incarica di esplorare l'isola insieme a Fritz. I due ragazzi stanno via per settimane ma infine tornano a dorso di struzzo e con un gran numero di informazioni, tra cui il fatto che vicino all'isola si trova un isolotto vulcanico. Un giorno i Robinson trovano un messaggio di aiuto da parte di qualcuno bloccato sull'isolotto vulcanico. Fritz si reca sul posto con la sua canoa e, appena prima di un'eruzione, salva Jenny, una ragazza amica dei Robinson che si trovava sulla nave con loro. Jenny diviene parte della famiglia, anche perché lei e Fritz si innamorano.
Dieci anni dopo il naufragio arriva sull'isola una nave della Royal Navy. Il capitano si offre di salvare i naufraghi, ma Hans e Marta decidono di continuare a vivere sull'isola lasciando che i ragazzi partano senza di loro.

## Cast vocale
Il cast vocale originale è composto da:
- Jeanie Drynan
- Alistair Duncan
- Barbara Frawley
- Ron Haddrick
- Brenda Senders[1]

## Distribuzione

### Edizione italiana
L'edizione italiana del film fu trasmessa a partire dal 1980 su alcune televisioni locali. Il doppiaggio fu eseguito presso la SEDIF con la collaborazione dei doppiatori della CVD.

### Edizioni home video
Il film fu pubblicato in VHS in America del Nord nel 1986 dalla MGM/UA Home Video e in Italia nel 1991 dalla De Agostini nella collana per l'edicola I grandi racconti d'avventura (dove era abbinato a un albo illustrato tratto da esso); in quest'ultima edizione fu rimossa l'introduzione in cui Hans inizia a raccontare la storia.